# Lycosa shahapuraensis
Lycosa shahapuraensis är en spindelart som beskrevs av Gajbe 2004. Lycosa shahapuraensis ingår i släktet Lycosa och familjen vargspindlar. Inga underarter finns listade i Catalogue of Life.